# سوزان فان در ویلن
سوزان فان در ویلن (انگلیسی: Suzan van der Wielen؛ زادهٔ ۳۰ اکتبر ۱۹۷۱) ورزشکار هاکی روی چمن اهل پادشاهی هلند است.
وی در مسابقات کشوری و بین‌المللی در مجموع برندهٔ ۳ مدال طلا، ۳ مدال نقره، ۴ مدال برنز شده‌است.